# PA Sports

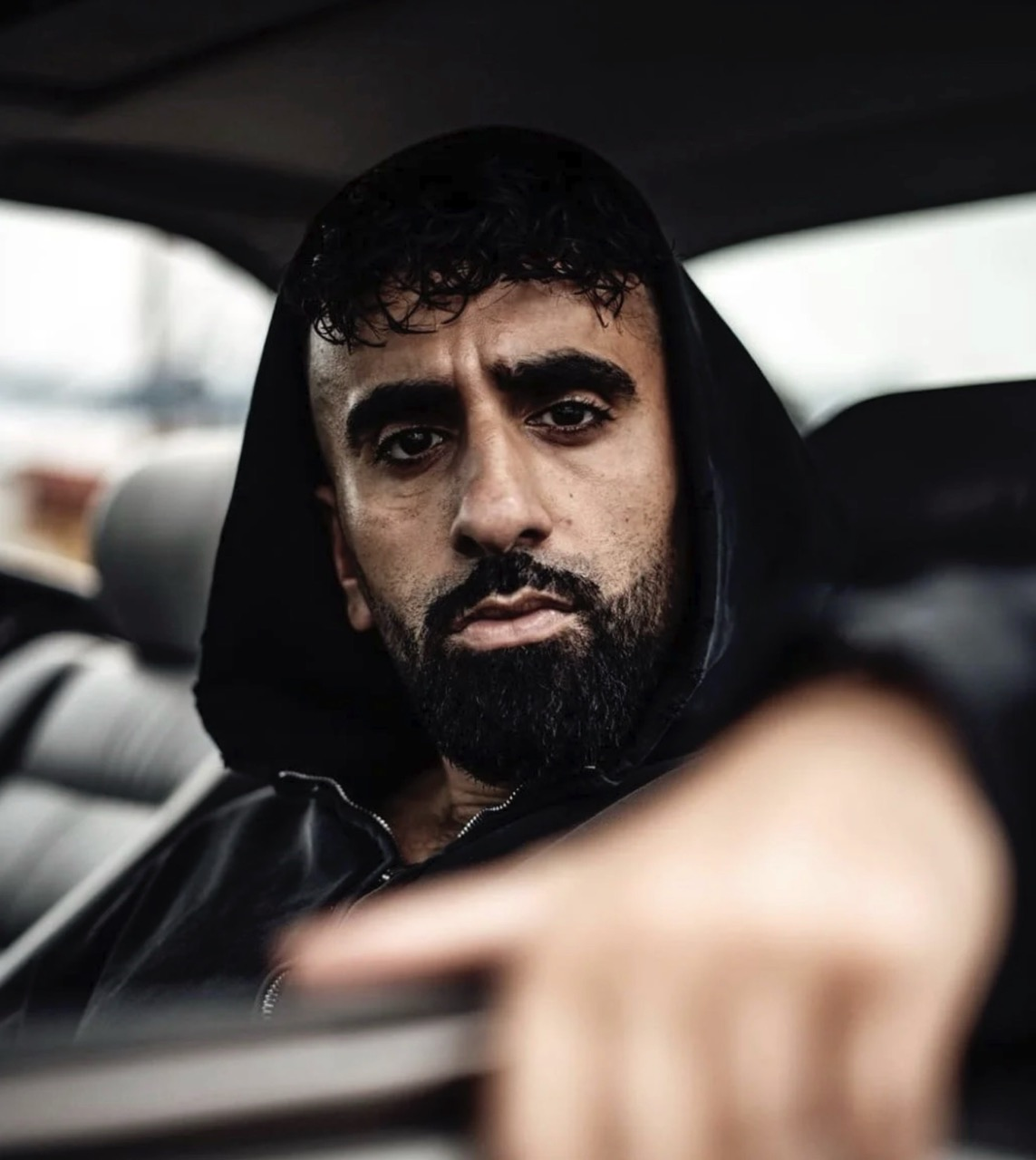
PA Sports (2024)

PA Sports (* 1. April 1990 in Essen; bürgerlich Parham Vakili, persisch پرهام وکیلی), ist ein deutscher Rapper iranischer Abstammung und CEO des von ihm gegründeten Musiklabel Life is Pain.

## Biografie
PA Sports wuchs in den Essener Stadtteilen Steele und Rüttenscheid als jüngster Sohn einer iranischen Akademikerfamilie auf. Seine Eltern sind beide ausgebildete Diplom-Ingenieure, die nach der islamischen Revolution den Iran verließen, um in Europa zu studieren, und sich in Deutschland kennenlernten. Bereits im Alter von zwölf Jahren war er als Rapper aktiv und nahm – damals noch mit dem Künstlernamen PA Lyricist – an diversen Freestyle-Wettbewerben im Ruhrgebiet teil. Dadurch kam er mit Künstlern wie Snaga, Pillath oder Fard in Kontakt. Er gründete die Rap-Crew Das Kollektiv, mit der er einige Demotapes, Kollabosongs sowie die Online-EP Psychoshit aufnahm.
Durch Manuellsen, der zu dieser Zeit als einer der ersten Künstler auf Eko Freshs neuem Label German Dream unter Vertrag stand, ergaben sich die ersten Kontakte in der Musikindustrie. Der Kölner Rapper lud PA Sports zum Videodreh von Die Abrechnung ein, einem Disstrack an Kool Savas. Nach dieser Zusammenarbeit entstanden gemeinsam mit Eko Freshs Hausproduzent Kingsize die ersten Solosongs von PA Sports. In den nächsten Monaten fand eine verbale Auseinandersetzung mit dem Rapper Favorite statt, die sowohl von PA Sports im Titel Die Wiederbelebung als auch in Favorites Antwort Die Wahrheit thematisiert wurde. Der Streit wurde einige Jahre später beigelegt.
2005 war PA Sports im Alter von 15 Jahren auf Eko Freshs Mixtape-Bootleg Fick deine Story als Gast vertreten. Bei Eko Freshs Independent-Label German Dream sollte er ursprünglich auch sein erstes Soloalbum veröffentlichen, das jedoch nicht erschien. Stattdessen verließ er das Label im Herbst des Jahres gemeinsam mit Manuellsen und unterschrieb beim Mülheimer Independent-Label Shrazy Records. Anstatt seine Solokarriere weiter zu verfolgen, gründete er Anfang 2006 gemeinsam mit KC Rebell das Duo SAW, welches im September 2006 das Streettape Schwarz auf weiß veröffentlichte. Parallel dazu tourte PA Sports 2007 gemeinsam mit KC Rebell sowie Snaga & Pillath durch Deutschland.
2008 veröffentlichten SAW ihr Debütalbum Kinder des Zorns über Shrazy Records. Die LP enthielt unter anderem Gastbeiträge von Manuellsen, Jonesmann, La Honda und Favorite. Fünf Monate später verließen PA Sports und KC Rebell das Label wieder, da die Zusammenarbeit nicht mehr ihren Vorstellungen entsprach. Ende 2009 erschien die Videosingle Grausam, die er mit KC Rebell und Manuellsen veröffentlichte. Im April 2010 zerstritt sich PA Sports mit Manuellsen und verließ dessen Plattenlabel Pottweiler Entertainment. Dies führte zu PA Sports’ Entscheidung, seinen Fokus fortan mehr auf seine Solokarriere zu legen.
Im März 2011 veröffentlichte PA Sports sein Debütalbum Streben nach Glück. Darauf waren unter anderem Titel mit Tua und Silla vorhanden. Zunächst war auch Farid Bang als Gast angekündigt worden, der Song wurde jedoch auf dessen Wunsch hin nicht veröffentlicht. Der Longplayer wurde im Vorfeld mehrmals verschoben, so waren bereits Herbst 2010, Januar und Februar 2011 als Veröffentlichungszeiträume bekannt gegeben. Zum Album wurden Videos zu Intro, Rap-Ghetto-Hierarchie, P.Asozial/Paparazzi, Dank dir, Gute Frauen lieben schlechte Männer und Zeitmaschine ausgekoppelt.
2012 veröffentlichte PA Sports sein zweites Soloalbum Vom Glück zurück, das an sein Debütalbum Streben nach Glück anschließt. Vom Glück zurück erreichte in der ersten Woche Platz 46 der deutschen Albumcharts. 2012 erschien außerdem 100 Bars Reloaded, in dem er den Offenbacher Rapper Haftbefehl disst. Der daraus entstandene Beef wurde 2015 beigelegt. 2013 wurde das Album Machtwechsel veröffentlicht. Es erreichte Position 20 in den Charts. Zuvor war die Single Gute Männer lieben schlechte Frauen mit Mehrzad Marashi erschienen. Im selben Jahr kam PA Sports Tochter Noura Medina zur Welt.
2014 veröffentlichte er sein viertes Soloalbum H.A.Z.E, das auf den siebten Platz in die deutschen Albumcharts einstieg. Im Februar 2014 gründete PA Sports das Label Life Is Pain. Kianush ist neben PA Sports das erste offizielle Signing auf dem Label. Am 19. September 2014 erschien das Kollaboalbum Desperadoz zusammen mit Kianush. Das Album erreichte Platz 14 der deutschen Charts und platzierte sich auch in Österreich und der Schweiz in den Top 100. Im Juli erschien sein fünftes Soloalbum Eiskalter Engel, das auf Platz 6 in die deutschen und schweizerischen Albumcharts einstieg. In Österreich chartete er auf Platz 15. Mit Eiskalter Engel erreichte PA Sports bislang seinen größten Erfolg.
2016 erschien mit Zurück zum Glück ein weiteres Album des Rappers, das Platz 6 der deutschen Albumcharts erreichte. Im Monat zuvor waren Auszüge eines Interviews von der Website TV Strassensound mit PA Sports viral gegangen, in denen er sich negativ zum Nationalismus äußerte und sich zur Religionsfreiheit bekannte. Seine Aussagen machten ihn auch außerhalb der Rapszene bekannt. Ende des Jahres gab er bekannt, den Sänger Moe Phoenix und den Rapper Mosh36 bei seinem Label Life Is Pain unter Vertrag genommen zu haben. Sein Album Verloren im Paradies erreichte 2017 nach einer Woche den fünften Platz in den Charts.
Am 20. Juli 2018 gab er auf seiner Instagram-Seite bekannt, dass er mit sofortiger Wirkung seinen Künstlernamen von PA Sports zu P.A. ändert. Grund für diese Namensänderung war der Streit zwischen ihm und seinem langjährigen Freund KC Rebell, der mit dem Disstrack GUILTY 400 nochmal aufgeheizt wurde. Die Namensänderung dient, wie er auch in dem Disstrack bekannt gab, symbolisch als Zeichen dafür, dass er mit seiner Vergangenheit abgeschlossen hat. Im selben Jahr nahm er den Essener Jamule unter Vertrag, der sich bereits mit seinem Debütalbum LSD in den Top 5 platzierte. Mit dem New-Wave-Artist sorgte er zudem für eine verjüngte Außenwahrnehmung seines Life is Pain.

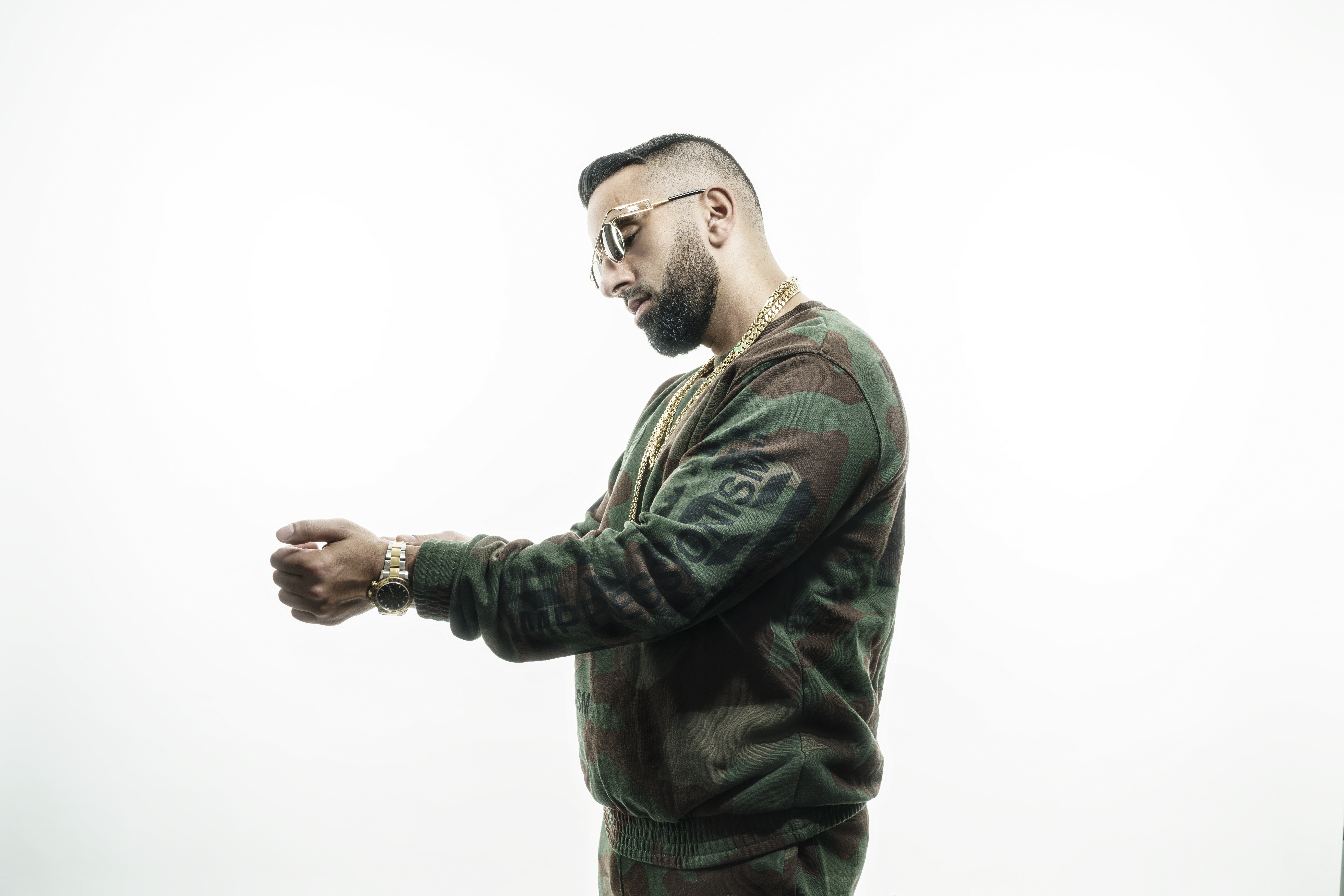
PA Sports (2019)

Am 13. Juni 2019 erklärte PA Sports, dass er seinen Namen erneut ändert und damit seinen alten Namen „PA Sports“ wieder annimmt. Als Grund für diesen Rückschritt nannte PA Sports Komplikationen mit der Namensänderung bei den verschiedenen Musik-Plattformen. Im Herbst 2019 nahm er den Newcomer Fourty unter Vertrag, welcher im Frühjahr 2020 mit der Veröffentlichung seiner Single Weisser Rauch die erste Goldauszeichnung für Life is Pain verbuchte. Mittlerweile hat der Song in Deutschland, Österreich und der Schweiz Platin-Status erreicht. Parallel dazu produzierte PA Sports gemeinsam mit Kianush das Kollaboalbum Crossover, das im April 2020 veröffentlicht wurde und mittlerweile knapp 200 Millionen Streams zählt. Die dazugehörige Leadsingle Casino Royal erreichte in Deutschland, Österreich und der Schweiz Goldstatus. Der Folgesingle Kriminell gelang dies ebenfalls in Österreich und der Schweiz. Im selben Jahr nahm er die Künstler Hamzo 500 und Rua unter Vertrag.

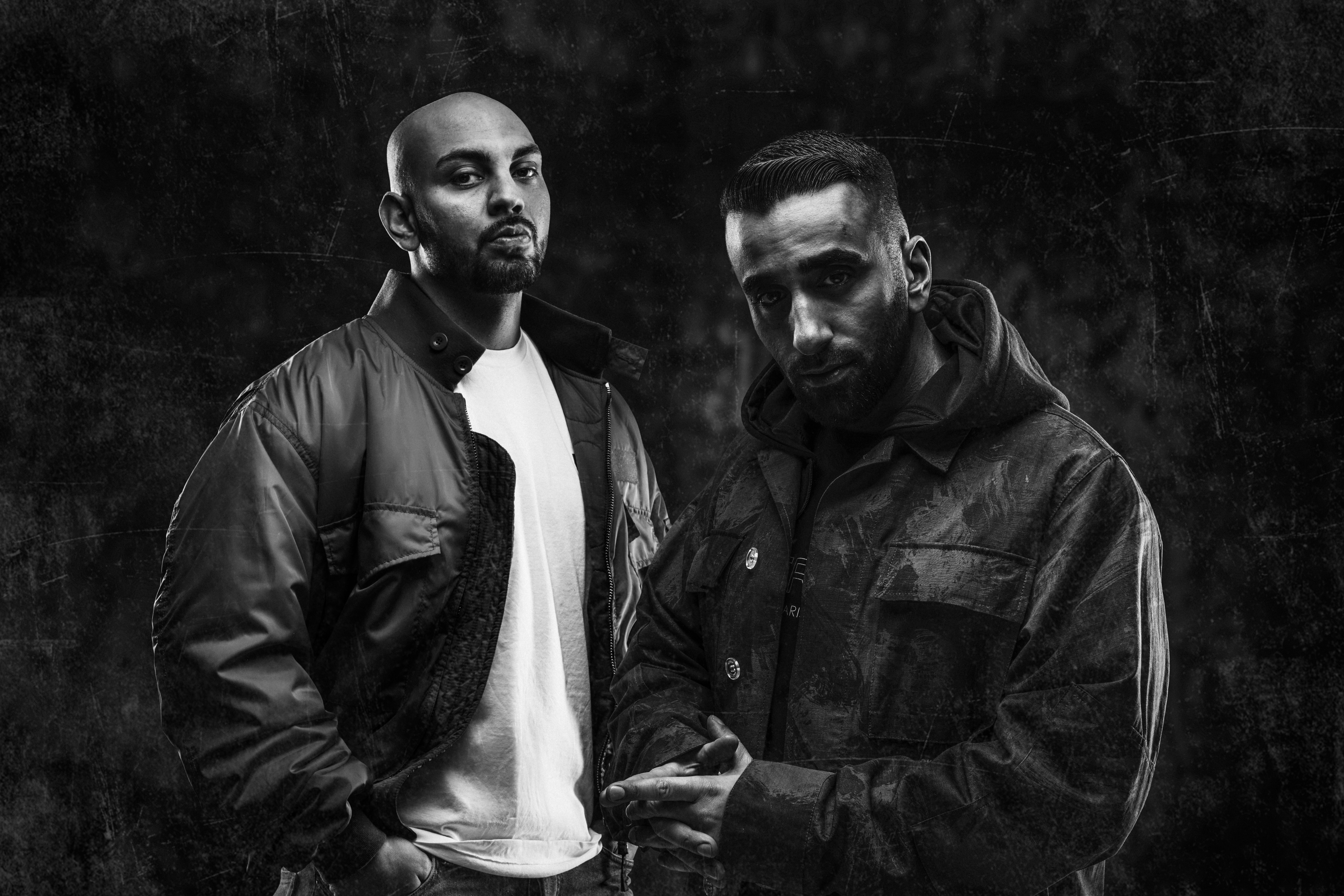
PA Sports und Kianush (2020)

Im Winter 2020 begann er die Promophase zu seinem neunten Soloalbum Streben nach Glück. Der Album-Titel lehnt sich an sein Solodebüt an und stellte laut Aussage PA Sports das wichtigste Projekt seiner bisherigen Laufbahn dar. Im Zuge seiner Interviews erzählte er, dass ihn tiefgreifende Erfahrungen mit psychedelischen Substanzen dazu bewegten, die persönlichen Bereiche seines Lebens in Songs zu verarbeiten. So entstanden unter anderem Singles wie Sieben Jahre, 100 Bars Final Kill und Streben nach Glück. Im Zuge der Promophase zum Album kam es zu einer Auseinandersetzung mit Manuellsen, die ihren Höhepunkt in einem 30-minütigen Statement von PA Sports fand. Streben nach Glück erschien im März 2021, landete auf Platz 2 der deutschen Albumcharts und stellt bis heute das erfolgreichste Soloalbum seiner Karriere dar.

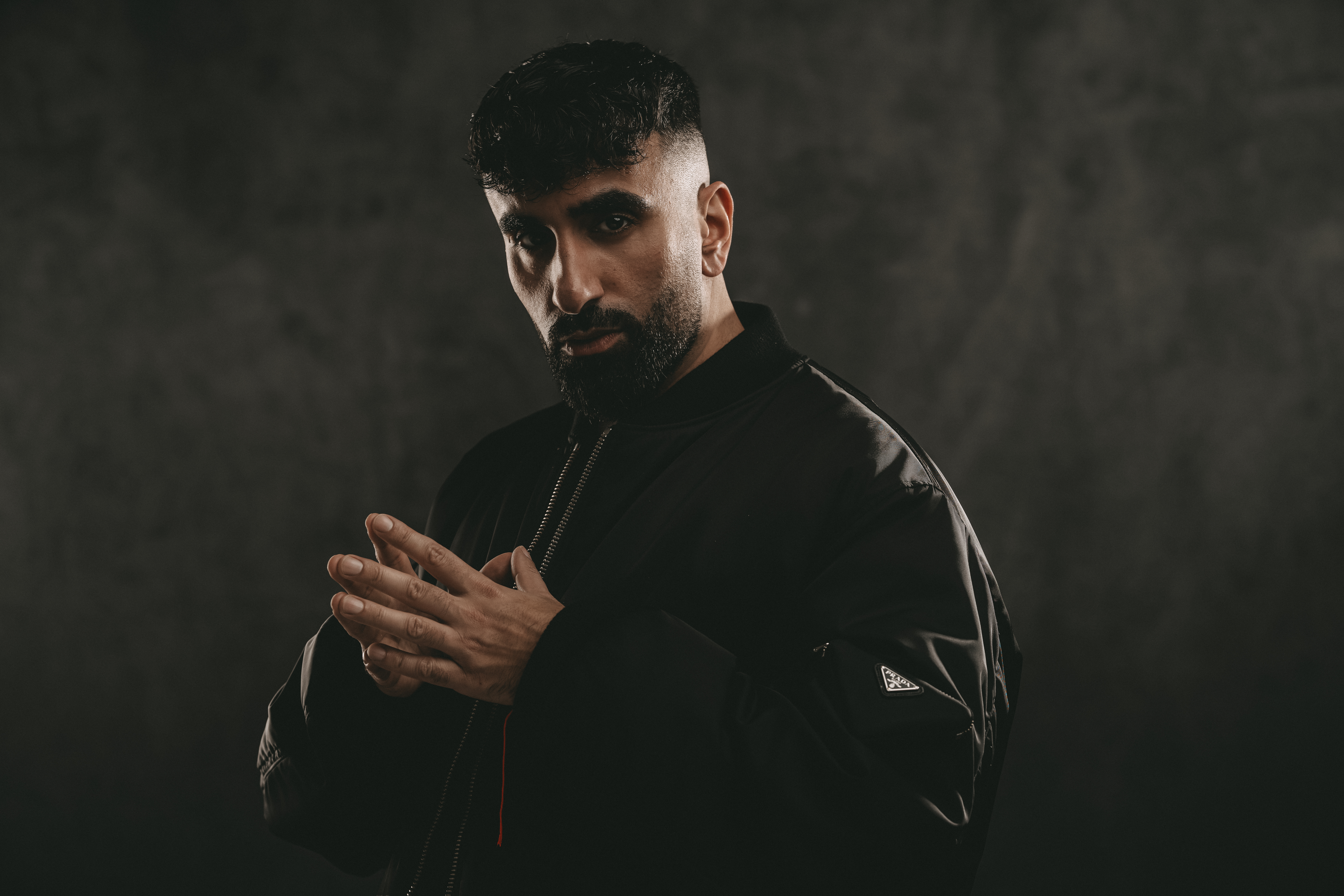
PA Sports (2024)

Nach einer Label-Tournee mit Kianush, Jamule und Fourty veröffentlichte er den Song Heaven, eine Coverversion des gleichnamigen Songs von Bryan Adams, mit dem er die Beziehung zu seiner Partnerin Luna bekannt gab. Mit ihr hat er, neben seiner älteren Tochter aus erster Beziehung, zwei Söhne. Der Song konnte in der Schweiz Goldstatus erreichen. Im Herbst 2022 erschien das dazugehörige Mixtape Kiss & Fly. 2023 nahm er den Künstler Yakary unter Vertrag. Zeitgleich veröffentlichte PA Sports sein zehntes Soloalbum Life is Pain und erreichte damit den vierten Platz der deutschen Albumcharts. Auf der Leadsingle Doktor kollaborierte er mit Sido, Haftbefehl und Alies. Nach sieben Jahren zog er Anfang 2024 von Berlin zurück nach Nordrhein-Westfalen, wo er ein Grundstück auf dem Land zwischen Essen und Düsseldorf besitzt.

## Diskografie
Studioalben

| Jahr | Titel                | Höchstplatzierung, Gesamtwochen, AuszeichnungChartplatzierungen (Jahr, Titel, Platzierungen, Wochen, Auszeichnungen, Anmerkungen, Cover) | Höchstplatzierung, Gesamtwochen, AuszeichnungChartplatzierungen (Jahr, Titel, Platzierungen, Wochen, Auszeichnungen, Anmerkungen, Cover) | Höchstplatzierung, Gesamtwochen, AuszeichnungChartplatzierungen (Jahr, Titel, Platzierungen, Wochen, Auszeichnungen, Anmerkungen, Cover) | Anmerkungen                                              | Cover |
| Jahr | Titel                | DE | AT | CH | Anmerkungen                                              | Cover |
| ---- | -------------------- | --- | --- | --- | -------------------------------------------------------- | ----- |
| 2011 | Streben nach Glück   | — | — | — | Erstveröffentlichung: 11. März 2011                      |       |
| 2012 | Vom Glück zurück     | DE46 (1 Wo.)DE | — | — | Erstveröffentlichung: 20. April 2012                     |       |
| 2013 | Machtwechsel         | DE20 (1 Wo.)DE | AT52 (1 Wo.)AT | CH19 (1 Wo.)CH | Erstveröffentlichung: 1. Februar 2013                    |       |
| 2014 | H.A.Z.E              | DE7 (3 Wo.)DE | AT14 (1 Wo.)AT | CH9 (3 Wo.)CH | Erstveröffentlichung: 7. Februar 2014 Verkäufe: + 20.000 |       |
| 2015 | Eiskalter Engel      | DE6 (3 Wo.)DE | AT15 (1 Wo.)AT | CH6 (4 Wo.)CH | Erstveröffentlichung: 10. Juli 2015 Verkäufe: + 20.000   |       |
| 2016 | Zurück zum Glück     | DE6 (4 Wo.)DE | AT11 (2 Wo.)AT | CH3 (5 Wo.)CH | Erstveröffentlichung: 3. Juni 2016                       |       |
| 2017 | Verloren im Paradies | DE5 (3 Wo.)DE | AT10 (2 Wo.)AT | CH9 (2 Wo.)CH | Erstveröffentlichung: 23. Juni 2017                      |       |
| 2019 | Keine Tränen         | DE9 (2 Wo.)DE | AT26 (1 Wo.)AT | CH19 (1 Wo.)CH | Erstveröffentlichung: 4. Oktober 2019                    |       |
| 2021 | Streben nach Glück   | DE2 (3 Wo.)DE | AT3 (2 Wo.)AT | CH6 (2 Wo.)CH | Erstveröffentlichung: 11. März 2021                      |       |
| 2023 | Life Is Pain         | DE4 (1 Wo.)DE | — | CH58 (1 Wo.)CH | Erstveröffentlichung: 6. Juli 2023                       |       |
| 2023 | Machtwechsel II      | DE23 (1 Wo.)DE | — | CH37 (1 Wo.)CH | Erstveröffentlichung: 15. September 2023                 |       |
| 2025 | Parham               | DE5 (1 Wo.)DE | AT17 (1 Wo.)AT | CH74 (1 Wo.)CH | Erstveröffentlichung: 4. April 2025                      |       |